# SDJuSSzOR-Misto Charków
SDJuSSzOR-Misto Charków (ukr. «СДЮСШОР-Місто» Харків) – ukraiński klub hokeja na lodzie z siedzibą w Charkowie.

## Historia
Klub został założony w 2008 jako SDJuSSzOR-Misto Charków (SDJuSSzOR - Specjalizowana Dziecięco-Juniorska Sportowa Szkoła Rezerw Olimpijskich) na bazie szkoły hokejowej SDJuSSzOR-92 oraz klubu amatorskiego Misto.
Od sezonu 2008/09 występuje w ukraińskiej Wyższej Lidze.
We wrześniu 2015 drużyna pod nazwą Junist´ Charków, złożona z wychowanków SDJuSSzORa, została przyjęta do sezonu mistrzostw Ukrainy 2015/2016.

## Sukcesy
- Trzecie miejsce we Wschodniej Dywizji mistrzostw Ukrainy: 2009